# Бонилья, Нене
Нене Бонилья (порт. Nenê Bonilha; полное имя — Луис Отавио Бонилья де Оливейра, порт. Luis Otavio Bonilha de Oliveira); родился 17 февраля 1992, Сан-Жуан-да-Боа-Виста, Бразилия) — бразильский футболист, полузащитник клуба Форталеза.

## Карьера
Нене начал в юношеской команде «Эспортива Санжуаненсе» из Сан-Жуан-да-Боа-Виста. Позже Бонилья перешел в «Паулисту» в 2010 году. В 2011 году Нене играл за молодёжный состав «Коринтианс», и был заявлен за основную команду, сыграл три матча в чемпионате штата Сан-Паулу 2013. Побывав в аренде в нескольких клубах, Бонилья перешёл в португальский «Витория» (Сетубал), за который играет и поныне.